# Pórto Chéli
Pórto Chéli (Porto Cheli) är en ort i Grekland.   Den ligger i prefekturen Nomós Argolídos och regionen Peloponnesos, i den sydöstra delen av landet, 90 km sydväst om huvudstaden Aten. Pórto Chéli ligger 1 meter över havet och antalet invånare är 1 817.
Terrängen runt Pórto Chéli är platt åt sydväst, men åt nordost är den kuperad. Havet är nära Pórto Chéli åt sydväst. Närmaste större samhälle är Kranídi, 5,9 km norr om Pórto Chéli. 